# Ronde van de Algarve 2012
De Ronde van de Algarve 2012 (Portugees: Volta ao Algarve 2012) werd gehouden van woensdag 15 februari tot en met zondag 19 februari in Portugal. Het was de 38e editie en behoorde tot de UCI Europe Tour 2012. Titelverdediger was de Duitser Tony Martin. De ronde telde twintig uitvallers; van de 159 gestarte renners kwamen er 139 over de eindstreep in Portimão.

## Etappe-overzicht
| etappe | datum       | start          | finish                 | afstand       | winnaar              | klassementsleider    |
| ------ | ----------- | -------------- | ---------------------- | ------------- | -------------------- | -------------------- |
| 1e     | 15 februari | Dunas Douradas | Albufeira              | 151,0 km      | Gianni Meersman      | Gianni Meersman      |
| 2e     | 16 februari | Faro           | Lagoa                  | 187,5 km      | Edvald Boasson Hagen | Edvald Boasson Hagen |
| 3e     | 17 februari | Castro Marim   | Alto Do Malhão (Loulé) | 194,6 km      | Richie Porte         | Richie Porte         |
| 4e     | 18 februari | Vilamoura      | Tavira                 | 186,3 km      | Gerald Ciolek        | Richie Porte         |
| 5e     | 19 februari | Lagoa          | Portimão               | 25,8 km (ITT) | Bradley Wiggins      | Richie Porte         |

## Klassementsleiders
| Etappe    | Algemeen             | Punten               | Berg          | Sprint        |
| 1         | Gianni Meersman      | Gianni Meersman      | Karsten Kroon | Karsten Kroon |
| 2         | Edvald Boasson Hagen | Matti Breschel       | Karsten Kroon | Raúl Alarcón  |
| 3         | Richie Porte         | Matti Breschel       | Sérgio Sousa  | Raúl Alarcón  |
| 4         | Richie Porte         | Matti Breschel       | Sérgio Sousa  | Raúl Alarcón  |
| 5         | Richie Porte         | Edvald Boasson Hagen | Sérgio Sousa  | Raúl Alarcón  |
| Eindstand | Richie Porte         | Edvald Boasson Hagen | Sérgio Sousa  | Raúl Alarcón  |

## Etappe-uitslagen

### 1e etappe
| Dunas Douradas (Almancil) – Albufeira (151 km) |                      |                        |          |
| Plaats                                         | Naam                 | Ploeg                  | tijd     |
| Winnaar                                        | Gianni Meersman      | Lotto-Belisol          | 4u02'17" |
| 2                                              | Greg Van Avermaet    | BMC Racing Team        | z.t.     |
| 3                                              | Matti Breschel       | Rabobank               | z.t.     |
| 4                                              | Björn Leukemans      | Vacansoleil-DCM        | z.t.     |
| 5                                              | Nicolas Roche        | AG2R-La Mondiale       | z.t.     |
| 6                                              | Anthony Ravard       | AG2R-La Mondiale       | z.t.     |
| 7                                              | Rui Costa            | Team Movistar          | z.t.     |
| 8                                              | Michael Van Staeyen  | Topsport Vlaanderen-M. | z.t.     |
| 9                                              | Edvald Boasson Hagen | Sky ProCycling         | z.t.     |
| 10                                             | Jan Bakelants        | RadioShack-Nissan-Trek | z.t.     |
|                                                |                      |                        |          |
| 24                                             | Wout Poels           | Vacansoleil-DCM        | z.t.     |

### 2e etappe
| Faro – Lagoa (187,5 km) |                      |                         |          |
| Plaats                  | Naam                 | Ploeg                   | Tijd     |
| Winnaar                 | Edvald Boasson Hagen | Sky ProCycling          | 4u57'23" |
| 2                       | Kris Boeckmans       | Vacansoleil-DCM         | z.t.     |
| 3                       | Gerald Ciolek        | Omega Pharma-Quick Step | z.t.     |
| 4                       | Matti Breschel       | Rabobank                | z.t.     |
| 5                       | Anthony Ravard       | AG2R-La Mondiale        | z.t.     |
| 6                       | Lloyd Mondory        | AG2R-La Mondiale        | z.t.     |
| 7                       | Francesco Lasca      | Caja Rural              | z.t.     |
| 8                       | Koldo Fernández      | Team Garmin-Barracuda   | z.t.     |
| 9                       | Nikolas Maes         | Omega Pharma-Quick Step | z.t.     |
| 10                      | Pieter Vanspeybrouck | Topsport Vlaanderen-M.  | z.t.     |
|                         |                      |                         |          |
| 16                      | Jetse Bol            | Rabobank                | z.t.     |

### 3e etappe
| Castro Marim – Alto Do Malhão (Loulé) (194,6 km) |                       |                         |          |
| Plaats                                           | Naam                  | Ploeg                   | tijd     |
| Winnaar                                          | Richie Porte          | Sky ProCycling          | 4u55'11" |
| 2                                                | Tiago Machado         | RadioShack-Nissan-Trek  | +8"      |
| 3                                                | Rui Costa             | Team Movistar           | z.t.     |
| 4                                                | Johnny Hoogerland     | Vacansoleil-DCM         | + 24"    |
| 5                                                | Wout Poels            | Vacansoleil-DCM         | z.t.     |
| 6                                                | Jurgen Van den Broeck | Lotto-Belisol           | z.t.     |
| 7                                                | Andrew Talansky       | Team Garmin-Barracuda   | + 31"    |
| 8                                                | José Mendes           | LA-Antarte              | + 35"    |
| 9                                                | Tony Martin           | Omega Pharma-Quick Step | + 40"    |
| 10                                               | Bradley Wiggins       | Sky ProCycling          | z.t.     |

### 4e etappe
| Vilamoura – Tavira (186,3 km) |                      |                         |          |
| Plaats                        | Naam                 | Ploeg                   | tijd     |
| Winnaar                       | Gerald Ciolek        | Omega Pharma-Quick Step | 4u35'01" |
| 2                             | Matteo Trentin       | Omega Pharma-Quick Step | z.t.     |
| 3                             | Heinrich Haussler    | Team Garmin-Barracuda   | z.t.     |
| 4                             | Edvald Boasson Hagen | Sky ProCycling          | z.t.     |
| 5                             | Francesco Lasca      | Caja Rural              | z.t.     |
| 6                             | Koldo Fernández      | Team Garmin-Barracuda   | z.t.     |
| 7                             | Kris Boeckmans       | Vacansoleil-DCM         | z.t.     |
| 8                             | Anthony Ravard       | AG2R-La Mondiale        | z.t.     |
| 9                             | Gianni Meersman      | Lotto-Belisol           | z.t.     |
| 10                            | Michael Van Staeyen  | Topsport Vlaanderen-M.  | z.t.     |
|                               |                      |                         |          |
| 12                            | Jetse Bol            | Rabobank                | z.t.     |

### 5e etappe
| Lagoa – Portimão (individuele tijdrit over 25,8 km) |                       |                         |         |
| Plaats                                              | Naam                  | Ploeg                   | Tijd    |
| Winnaar                                             | Bradley Wiggins       | Sky ProCycling          | 32'48"  |
| 2                                                   | Tony Martin           | Omega Pharma-Quick Step | z.t.    |
| 3                                                   | Richie Porte          | Sky ProCycling          | + 13"   |
| 4                                                   | Tejay van Garderen    | BMC Racing Team         | + 14"   |
| 5                                                   | Jesse Sergent         | RadioShack-Nissan-Trek  | z.t.    |
| 6                                                   | Jurgen Van den Broeck | Lotto-Belisol           | + 29"   |
| 7                                                   | Andrew Talansky       | Team Garmin-Barracuda   | + 39"   |
| 8                                                   | Michał Kwiatkowski    | Omega Pharma-Quick Step | + 53"   |
| 9                                                   | Edvald Boasson Hagen  | Sky ProCycling          | + 56"   |
| 10                                                  | Luis León Sánchez     | Rabobank                | z.t.    |
|                                                     |                       |                         |         |
| 19                                                  | Stef Clement          | Rabobank                | +1' 10" |

## Eindklassementen
| Plaats    | Naam                  | Ploeg                   | Tijd      |
| --------- | --------------------- | ----------------------- | --------- |
| Gele trui | Richie Porte          | Sky ProCycling          | 19u02'43" |
| 2         | Tony Martin           | Omega Pharma-Quick Step | + 37"     |
| 3         | Bradley Wiggins       | Sky ProCycling          | + 44"     |
| 4         | Jurgen Van den Broeck | Lotto-Belisol           | + 50"     |
| 5         | Rui Costa             | Team Movistar           | + 58"     |
| 6         | Tiago Machado         | RadioShack-Nissan-Trek  | + 1' 02"  |
| 7         | Tejay van Garderen    | BMC Racing Team         | + 1' 13"  |
| 8         | Andrew Talansky       | Team Garmin-Barracuda   | + 1' 14"  |
| 9         | Johnny Hoogerland     | Vacansoleil-DCM         | + 1' 33"  |
| 10        | Gianni Meersman       | Lotto-Belisol           | + 1' 39"  |

| Plaats      | Naam                 | Ploeg                   | Punten |
| ----------- | -------------------- | ----------------------- | ------ |
| Groene trui | Edvald Boasson Hagen | Sky ProCycling          | 41     |
| 2           | Gerald Ciolek        | Omega Pharma-Quick Step | 41     |
| 3           | Matti Breschel       | Rabobank                | 29     |

| Plaats    | Naam                 | Ploeg                 | Punten |
| --------- | -------------------- | --------------------- | ------ |
| Rode trui | Sérgio Sousa         | Efapel-Glassdrive     | 12     |
| 2         | José Gonçalves       | Onda-Boavista         | 10     |
| 3         | Tomas Swift-Metcalfe | Team Garmin-Barracuda | 10     |

| Plaats     | Naam               | Ploeg                   | Punten |
| ---------- | ------------------ | ----------------------- | ------ |
| Witte trui | Raúl Alarcón       | Efapel-Glassdrive       | 7      |
| 2          | Niels Wytinck      | An Post-Sean Kelly      | 6      |
| 3          | Michał Kwiatkowski | Omega Pharma-Quick Step | 3      |

| Plaats | Ploeg          | Tijd      |
| ------ | -------------- | --------- |
|        | Sky ProCycling | 57u11'45" |
| 2      | Lotto-Belisol  | + 1' 25"  |
| 3      | Team Movistar  | + 1' 38"  |

## Uitvallers

### 1e etappe
- Daniel Freitas (Efapel-Glassdrive)[1]
- Bruno Lima (Onda)

### 2e etappe
- Marc de Maar (UnitedHealthcare Pro Cycling)

### 3e etappe
- Stephen Cummings (BMC Racing Team)
- Niko Eeckhout (An Post-Sean Kelly)
- Joren Segers (An Post-Sean Kelly)
- Hélder Oliveira (Onda)

### 4e etappe
- Christopher Froome (Sky Procycling)[2]
- Fréderique Robert (Lotto Belisol)[2]
- Kasper Klostergaard (Saxo Bank)[2]
- Aleksandr Chatoentsev (RusVelo)[2]
- Connor McConvey (An Post-Sean Kelly)[2]
- Domingos Gonçalves (Onda)[2]
- Bruno Sancho (LA-Antarte)[2]

### 5e etappe
- Lieuwe Westra (Vacansoleil-DCM)

1960 · 1961 · 1962-1976 · 1977 · 1978 · 1979 · 1980 · 1981 · 1982 · 1983 · 1984 · 1985 · 1986 · 1987 · 1988 · 1989 · 1990 · 1991 · 1992 · 1993 · 1994 · 1995 · 1996 · 1997 · 1998 · 1999 · 2000 · 2001 · 2002 · 2003 · 2004 · 2005 · 2006 · 2007 · 2008 · 2009 · 2010 · 2011 · 2012 · 2013 · 2014 · 2015 · 2016 · 2017 · 2018 · 2019 · 2020 · 2021 · 2022 · 2023 · 2024 · 2025
Etappewedstrijden

 Ster van Bessèges · 
 Ronde van de Middellandse Zee · 
 Ruta del Sol · 
 Ronde van de Algarve · 
 Ronde van de Haut-Var · 
 Driedaagse van West-Vlaanderen · 
 Internationale Wielerweek · 
 Internationaal Wegcriterium · 
 Driedaagse van De Panne-Koksijde · 
 Ronde van de Sarthe · 
 Ronde van Trentino · 
 Ronde van Turkije · 
 Ronde van Asturië · 
 Vierdaagse van Duinkerke · 
 Ronde van Azerbeidzjan · 
 Szlakiem Grodòw Piastowskich · 
 Ronde van Castilië en León · 
 Ronde van Picardië · 
 Ronde van Noorwegen · 
 World Ports Classic · 
 Ronde van Beieren · 
 Ronde van België · 
 Tour des Fjords · 
 Ronde van Estland · 
 Ronde van Luxemburg · 
 Boucles de la Mayenne · 
 Ster ZLM Toer · 
 Ronde van Slovenië · 
 Route du Sud · 
 Ronde van Oostenrijk · 
 Sibiu Cycling Tour · 
 Ronde van Wallonië · 
 Ronde van Portugal · 
 Ronde van Denemarken · 
 Ronde van de Ain · 
 Ronde van Burgos · 
 Arctic Race of Norway · 
 Ronde van de Limousin · 
 Ronde van Poitou-Charentes · 
 Wielerweek van Lombardije · 
 Ronde van Groot-Brittannië · 
 Ronde van Gévaudan Languedoc-Roussillon · 
 Eurométropole Tour
Eendaagse wedstrijden

 GP La Marseillaise · 
 Grote Prijs van de Etruskische Kust · 
 Trofeo Palma · 
 Trofeo Ses Salines · 
 Trofeo Serra de Tramuntana · 
 Trofeo Platja de Muro · 
 Trofeo Laigueglia · 
 Ronde van Murcia · 
 Omloop Het Nieuwsblad · 
 Classic Sud Ardèche · 
 GP Lugano · 
 Clásica de Almería · 
 Kuurne-Brussel-Kuurne · 
 La Drôme Classic · 
 Le Samyn · 
 GP Città di Camaiore · 
 Strade Bianche · 
 Roma Maxima · 
 Ronde van Drenthe · 
 Dwars door Drenthe · 
 Nokere Koerse · 
 GP Nobili Rubinetterie · 
 Handzame Classic · 
 Classic Loire-Atlantique · 
 Grote Prijs van Cholet-Pays de Loire · 
 Dwars door Vlaanderen · 
 Route Adélie de Vitré · 
 Volta Limburg Classic · 
 Grote Prijs Miguel Indurain · 
 Ronde van La Rioja · 
 Scheldeprijs · 
 GP Pino Cerami · 
 Klasika Primavera · 
 Parijs-Camembert · 
 Brabantse Pijl · 
 GP Denain · 
 Ronde van de Finistère · 
 Tro Bro Léon · 
 Ronde van Keulen · 
 La Roue Tourangelle · 
 Rund um den Finanzplatz Eschborn-Frankfurt · 
 Ronde van de Somme · 
 ProRace Berlin · 
 Grote Prijs van Plumelec · 
 Boucles de l'Aulne · 
 Ronde van Zeeland Seaports · 
 Trofeo Melinda · 
 GP Kanton Aargau · 
 Ronde van Limburg · 
 Ronde van de Apennijnen · 
 Halle-Ingooigem · 
 Trofeo Matteotti · 
 Prueba Villafranca de Ordizia · 
 GP Industria & Artigianato-Larciano · 
 Ronde van Toscane · 
 Circuito de Getxo · 
 Polynormande · 
 RideLondon Classic · 
 GP Stad Zottegem · 
 Dutch Food Valley Classic · 
 Châteauroux Classic de l'Indre · 
 Druivenkoers Overijse · 
 Ronde van Veneto · 
 Schaal Sels · 
 Memorial Rik Van Steenbergen · 
 Brussels Cycling Classic · 
 GP Fourmies · 
 Ronde van de Doubs · 
 GP Jef Scherens · 
 Coppa Bernocchi · 
 Coppa Agostoni · 
 GP van Wallonië · 
 Ronde van de Drie Valleien · 
 Kampioenschap van Vlaanderen · 
 Memorial Marco Pantani · 
 Grote Prijs Impanis-Van Petegem · 
 GP van Isbergues · 
 GP Industria & Commercio di Prato · 
 Omloop van het Houtland · 
 Duo Normand · 
 Milaan-Turijn · 
 Ronde van Piëmont · 
 Ronde van het Münsterland · 
 Pro Cycling Marathon · 
 Ronde van de Vendée · 
 Memorial Frank Vandenbroucke · 
 Coppa Sabatini · 
 Parijs-Bourges · 
 Ronde van Emilia · 
 GP Beghelli · 
 Parijs-Tours · 
 Nationale Sluitingsprijs · 
 Ronde van Romagna · 
 Chrono des Nations